# إيفايلو ستويانوف
إيفايلو ستويانوف هو لاعب كرة قدم بلغاري في مركز الوسط، ولد في 13 يوليو 1990 في برنيك في بلغاريا. لعب مع FC Minyor Pernik ‏.

## وصلات خارجية
- إيفايلو ستويانوف على موقع قاعدة بيانات كرة القدم.إي يو (الإنجليزية)
- إيفايلو ستويانوف على موقع Soccerway.com (الإنجليزية)